# USS Cole (DDG-67)

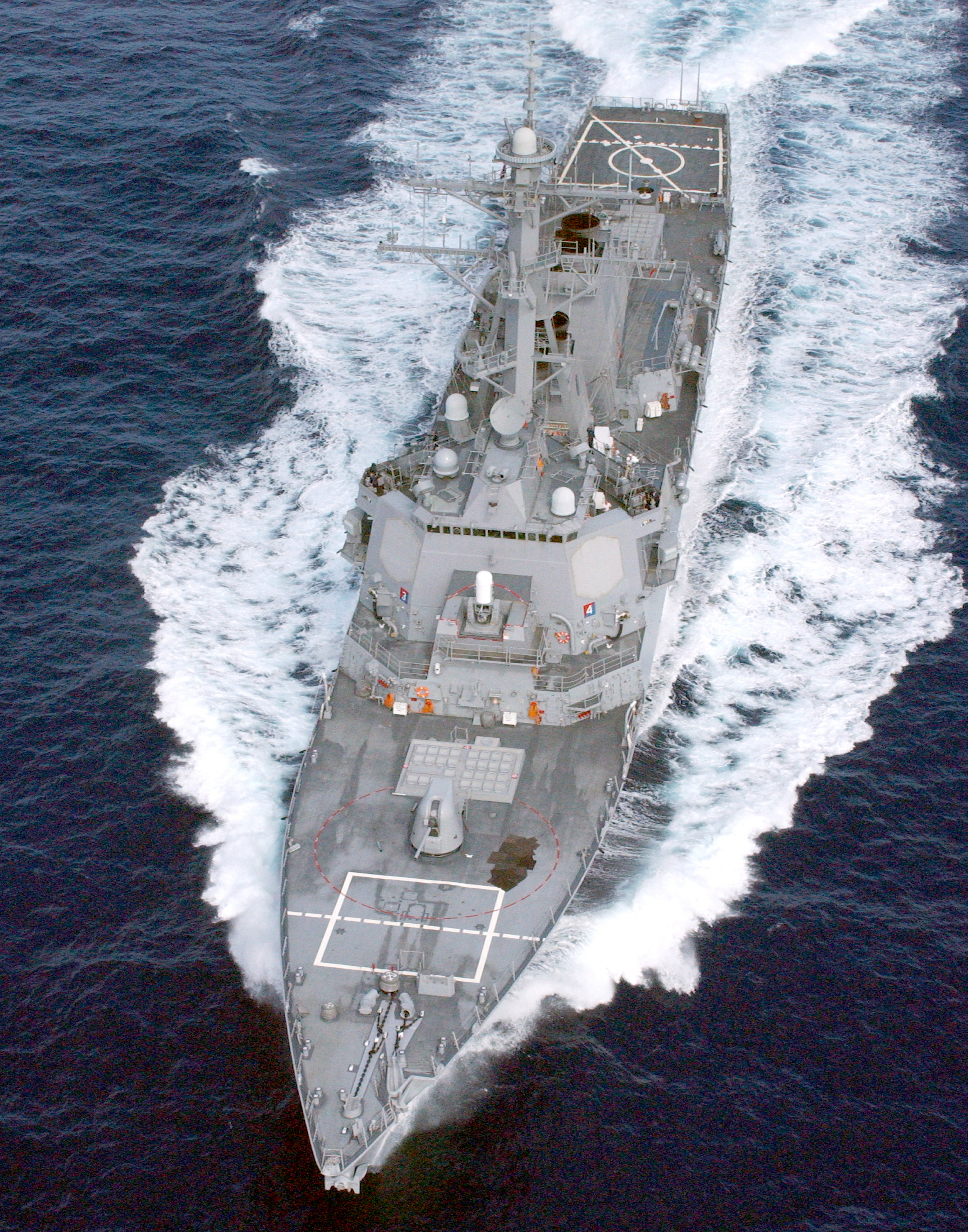
O contratorpedeiro USS Cole.

O USS Cole (DDG-67) é um contratorpedeiro da classe Arleigh Burke pertencente a Marinha de Guerra dos Estados Unidos.

## Ataque terrorista e consequências
Em 12 de outubro de 2000, enquanto estava fundeado em Aden para reabastecimento, Cole foi atacado por homens-bomba da Al-Qaeda, que navegaram em um pequeno barco perto do destróier e detonaram cargas explosivas. A explosão criou um buraco a bombordo do navio com cerca de 40 pés (12 m) de diâmetro, matando 17 tripulantes e ferindo 39. O navio estava sob o comando do comandante Kirk Lippold.
Onze marinheiros gravemente feridos - duas mulheres e nove homens - foram evacuados para vários hospitais em Aden por aviões Transall C-160 da Força Aérea Francesa das Forças Francesas de Djibouti. As forças francesas foram mobilizadas para tratar os feridos. Eles foram evacuados por um USAF McDonnell Douglas C-9 depois disso.
Cole retornou aos Estados Unidos a bordo do navio pesado holandês MV Blue Marlin, de propriedade da Dockwise, da Holanda. O navio foi descarregado em 13 de dezembro de 2000 da Blue Marlin em uma instalação de águas profundas pré-dragada em Pascagoula, Mississippi, estaleiro da Northrop Grumman Ship Systems, Ingalls Operations. Em 14 de janeiro de 2001, Cole foi transferida da doca seca flutuante em Litton Ingalls Shipbuilding para as instalações terrestres, a fim de iniciar totalmente seu processo de restauração. A movimentação sobre a terra foi realizada por um sistema de carros eletricamente motorizados que viajaram nos trilhos. Colefoi movido para uma baía de construção perto de onde o navio foi originalmente construído cinco anos antes. Em 1 de julho de 2001, ainda em reparos, Cole foi transferido para o Grupo 2 de porta-aviões, liderado pelo porta-aviões Harry S. Truman.
Em 14 de setembro de 2001, Cole foi movido da doca seca para a água mais uma vez. A transferência, originalmente agendada para 15 de setembro, foi feita secretamente na noite de 14 de setembro para evitar o grande evento de mídia originalmente agendado um mês antes dos ataques de 11 de setembro. O processo de movimentação do navio da doca seca para a água demorou aproximadamente oito horas. Como parte do aumento da segurança em torno do desencaixe, o navio irmão USS Bulkeley forneceu armas e uma presença física para impedir a possibilidade de qualquer tipo de atividade militante durante a mudança. Após 14 meses de reparos, Cole partiu em 19 de abril de 2002 e voltou ao seu porto de origem em Norfolk, Virginia.
O governo dos Estados Unidos ofereceu uma recompensa de até US$ 5 milhões por informações que levassem à prisão de pessoas que cometeram ou ajudaram no ataque a Cole. A Al-Qaeda era suspeita de ter como alvo Cole após o fracasso de um ataque de 3 de janeiro de 2000 ao destróier Sullivans.

Em 13 de fevereiro de 2020, o governo do Sudão concordou em indenizar as famílias dos marinheiros que morreram no bombardeio.